# Bisdom Santiago de Veraguas
Het bisdom Santiago de Veraguas (Latijn: Dioecesis Sancti Iacobi Veraguensis) is een rooms-katholiek bisdom met als zetel Santiago de Veraguas, in Panama. Het bisdom is suffragaan aan het aartsbisdom Panamá. 

## Geschiedenis
Het bisdom werd opgericht op 13 juli 1963, uit delen van het aartsbisdom Panamá. 

## Parochies
Het bisdom had in 2022 een oppervlakte van 4.947 km2 en telde 389.000 inwoners waarvan 97,9% rooms-katholiek was.

## Bisschoppen
- Marcos Gregorio McGrath (3 maart 1964 - 5 februari 1969)
- Martin Legarra Tellechea (3 april 1969 - 15 februari 1975)
- José Dimas Cedeño Delgado (15 februari 1975 - 18 april 1994)
- Oscar Mario Brown Jiménez (17 december 1994 - 30 april 2013)
- Audilio Aguilar Aguilar (30 april 2013 - heden)